# Noam Braslavsky
Noam Braslavsky (* 1961 in Poriya) ist ein israelischer Künstler und Kurator. Braslavsky lebt und arbeitet in Berlin.

## Werk und Werke
Braslavsky studierte in den frühen 80er Jahren an der Kunstakademie "Bezalel" in Jerusalem, dann an der Filmakademie "Beit Zvi" in Ramat Gan und machte seinen MfA an der Kunstakademie in Düsseldorf im Multimedia Department bei Nam June Paik/Nan Hoover.
In den 80er/90er Jahren machte er sich durch seine manipulativen, interaktiven Rauminstallationen einen Namen, die er in dunklen bis schwarzen Räumen (er spricht von "Black Cubes" in Kontrast zu den geläufigen White Cubes) ausstellte. Besonders bekannt, mit einem legendären Ende, wurde seine Arbeit "Shelter" (Beton, Stahl, Glas, Plexiglas und Muscheln) aus dem Jahre 1992, die sechs Jahre darauf bei der großen Einzelausstellung "Magic as Existential Need" in Tel Aviv in einem Sabotageanschlag angezündet wurde und bis auf die Stahlkonstruktion und die Betonfüße abbrannte.
Braslavskys Arbeiten sind Fallen, die ihre Vorbilder in der Sakralarchitektur, in der Natur selbst oder auch in der Gesellschaft haben. Er analysiert manipulative Mechanismen, die die menschliche Seele beeinflussen und lenken, und übersetzt sie reduziert in Räume. Dabei sind zum Beispiel künstliche Gebärmütter, Katzenschnurrenmaschinen, Zwangshüte, Labyrinthe oder Riesenkokons entstanden.
Eine besonders frühe Arbeit von ihm (aus dem Jahre 1984), die erst spät und selten gezeigt, dafür oft kopiert wurde, beschäftigt sich mit der Aufhebung des Raums, mit der Löschung seiner Grenzen und könnte somit als virtuelle (reduzierte) Bühne für sein folgendes kreatives Schaffen gedacht werden. "Blue" ist ein zweiter Kopf, eine Perzeptionstankstelle, die nur reines blaues Licht liefert und die Wahrnehmung des Raumes für eine Zeit außer Kraft setzt, dafür das reine Sehen befördert.
Braslavskys Werkkatalog seit den 80er Jahren umfasst weit über vierzig Arbeiten, darunter auch Videoarbeiten, so dass hier nur einige auswahlsweise genannt werden können. Bilder der Kunstarbeiten sind u. a. auf Braslavskys Webseite (www.braslavsky.com) zu sehen.
Im Jahr 2010 sorgte Braslavsky für Aufsehen, als er in der Galerie von Renana Kishon in Tel Aviv eine lebensecht gestaltete Skulptur des seit 2006 im Koma liegenden ehemaligen israelischen Premierministers Ariel Sharon ausstellte.

## Ausgewählte Ausstellungen
- 2008: "European Attitude", Zendai Museum of Modern Art, Shanghai/China
- 2008: „The Murakami Collection“, Faust Kunsthalle, Hannover/Deutschland (Solo show)
- 2007: "Asia-Europe Mediations", Neue Synagoge, Poznań/Polen
- 2007: "Pathos", Galerie Dieter Reitz, Kassel
- 2007: “The Artist as Readymade”, Berlin
- 2006: "Strictly Berlin 2000-2006", Berlin/Deutschland
- 2004: "zivilgeneratur", Berlin/Deutschland
- 2004: Artiade Exhibition Hall, Athen/Griechenland
- 2003: Central Exhibition Hall, St. Petersburg/Russland
- 2003: "Zufluchträume I-III" im Tiergarten, Berlin/Deutschland (Solo show)
- 2002: "The Boundaries of Sculpture", Open Museum, Tefen-Beer Sheva/Israel
- 2000: "Festival of Vision", Hongkong/China
- 1998: "Magic as existential need", Hamumche Art Space, Tel Aviv/Israel (Solo show)
- 1996: "The Freedom to choose", aktions galerie, Berlin/Deutschland (Solo show)
- 1995: "The Treasure of the Baltic Sea", MS Stubnitz, Rostock (Solo show)
- 1993: "Creator of the Worlds", Laznia Art Space, Gdańsk/Polen (Solo show)
- 1992: "Shelter", Produzentengalerie Düsseldorf/Deutschland (Solo show)
- 1989: "Enlightened Darkness", Zman Amiti - Alternative Art Space, Tel Aviv/Israel (Solo show)

## Der Künstler ist ein Kurator ist ein Künstler
2003 gründete Braslavsky die GdK (Galerie der Künste) in Berlin, kurz darauf zusammen mit seiner Frau Emma Braslavsky den gleichnamigen Kunstverein dazu. Seitdem arbeitet er neben seiner künstlerischen Tätigkeit auch als Kurator bzw. künstlerischer Leiter. Aber wie auch schon bei anderen Künstlern unterscheidet sich diese kuratorische Arbeit von der kunsttheoretischer Kuratoren. Zum Teil erhält die entstandene Ausstellung eine zusätzliche Metaebene, in der der Kurator als diskursiver/künstlerischer Co-Produzent auftaucht. Braslavskys Galerie ist eine Experimentierplattform, auf der sich arrivierte, bekannte wie etwa Uri Katzenstein, Jan-Peter E.R. Sonntag, Ira Schneider, Peter Kees, Antal Lux, Heiko Daxl & Ingeborg Fülepp, als auch junge Künstler ausprobieren können, jenseits der eingefahrenen (klassischen) Kunstvorstellungen. Einen gewissen Höhepunkt stellte die Präsentation der MURAKAMI COLLECTION mit Arbeiten von Matthew Barney, Joseph Beuys, Maurizio Cattelan, Gilbert & George, Felix Gonzalez-Torres, Damien Hirst, Jenny Holzer, Jeff Koons, Thomas Schütte, Hiroshi Sugimoto und Rachel Whiteread dar (29. September – 26. Oktober 2007).